# يواكيم تورا
يواكيم تورا أو «كيم» (بالكتالونية: Joaquim Torra i Pla) (ولد في بلانس بتاريخ 28 ديسمبر 1962) هو سياسي ومحام ومحرر وكاتب كتالوني، وهو الرئيس الحالي لكتالونيا، انتخبه برلمان إقليم كتالونيا يوم 17 مايو عام 2018 رئيسا للإقليم.

## وصلات خارجية
- يواكيم تورا على موقع IMDb (الإنجليزية)
- آر تي: رئيس كاتالونيا الجديد يرفض القسم بالولاء لملك إسبانيا